# Villers-Pol
Villers-Pol település Franciaországban, Nord megyében. Lakosainak száma 1230 fő (2022. január 1.). Villers-Pol Curgies, Frasnoy, Jenlain, Maresches, Orsinval, Préseau, Le Quesnoy, Ruesnes és Sepmeries községekkel határos.

## Népesség
A település népessége az elmúlt években az alábbi módon változott:
| Lakosok száma | 1234 | 1243 | 1279 | 1276 | 1284 | 1287 | 1295 | 1262 | 1230 |
|               | 2013 | 2015 | 2016 | 2017 | 2018 | 2019 | 2020 | 2021 | 2022 |